# 유한대학교
유한대학교(柳韓大學校, Yuhan University)는 대한민국 경기도 부천시 소사구에 위치한 사립 전문대학이다.

## 연혁
1977년 12월 13일, 대한민국의 기업인 유일한에 의하여 유한공업전문학교가 설립되었다. 이듬해 3월 18일 개교하였다. 1979년 1월 1일, 전문대학으로 승격되어 유한공업전문대학으로 교명을 변경하였다.
1991년 12월 20일, 유한전문대학으로 교명을 변경하였다. 1998년 5월 1일 유한대학으로 교명을 변경했다. 2011년 11월 20일, 유한대학교로 교명을 변경하여 현재에 이르고 있다.

## 교육편제
유한대학교는 기계전기전자학부, IT학부, 디자인학부, 건강생활학부, 경영학부 등 5개 학부를 자체 설치하고 하위로 33개 학과를 설치하여 전문학사 학위 과정을 교수하고 있다. 그 중 정보통신공학과, 기계시스템공학과, 패션디자인학과, 보건의료행정학과, 보건복지학과, 글로벌관광학과 등 6개 학과는 학사학위 전공심화 과정을 별도로 운영하고 있다.
한편, 학부 소속 없이 자유전공학과를 단독으로 편제하고 있어, 총 34개 학과가 있다.

## 캠퍼스 풍경

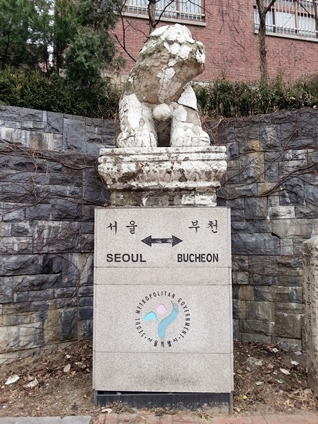
캠퍼스 일대 경인로에 위치한 시도계 표지

유한대학교는 경기도 소재 사립 전문대학으로, 괴안동에 캠퍼스가 소재한다. 캠퍼스는 약 15동의 건축물이 위치한다. 캠퍼스 북부 경인로 등을 통하여 내부로 접근이 가능하다. 캠퍼스 동부는 운영 법인 산하 학교인 유한공업고등학교가 위치한다.

### 주요 건축물
- 유재라관(8): 캠퍼스 남부 서측에 위치한 건축물로, 법인 이시장실과 대학 총장실 등을 비롯한 대학 운영에 필요한 주요 기관이 있는 건물이다.
- 유일한 기념관(7): 캠퍼스 남부 중앙에 위치한 건축물로, 경영학과, 보건복지학과 등 일부 학과가 사용하며, 유한대학교 도서관이 위치하고 있다. 유한대학교 도서관의 장서 보유량은 2022년 기준, 220,478권을 보유하고 있다.[1]
- 산학협력관(12): 캠퍼스 북부 서측에 동떨어져 위치한 건축물로, 평생교육원과 창업준비터가 위치한다.

## 같이 보기
- 유일한
- 유한양행
- 유한공업고등학교